# Friedrich von Sölder
Friedrich Leopold von Sölder zu Prakenstein (* 27. April 1867 in Meran; † 11. September 1943 ebenda) war ein österreichischer Neurologe und Psychiater.

## Leben
Nach dem Besuch des Gymnasiums in Meran absolvierte Sölder sein Medizinstudium in Innsbruck und Graz und promovierte an der Innsbrucker Universität 1891. Sein weiterer Lebensweg führte ihn nach Wien an die II. Medizinische Klinik zu dem neurologisch orientierten Internisten Otto Kahler (1849–1893). Von 1893 bis 1907 war Sölder Assistent der II. Psychiatrischen Klinik, zunächst unter dem Vorstand Richard von Krafft-Ebing (1840–1902), dann unter dessen Nachfolger Julius Wagner-Jauregg (1857–1940). Der Großteil seiner wissenschaftlichen Arbeiten stammt aus dieser Periode. Im Jahre 1900 habilitierte Sölder für Psychiatrie und Neurologie an der Universität Wien. Im Rahmen der Planung einer Nervenheilanstalt auf dem sogenannten „Rosenhügel“ im 13. Wiener Gemeindebezirk wurde Friedrich von Sölder vom Kuratorium der Nathaniel Freiherr von Rothschild Stiftung am 1. August 1908 zum Ärztlichen Direktor ernannt, wobei er gleichzeitig die Pflichten des Bauherrn zu übernehmen hatte. Bis 1912 war Sölder mit der Planung und Errichtung der Anstalt beschäftigt, die schließlich am 15. Juli 1912 mit der Aufnahme der ersten Patienten in Betrieb gehen konnte. Sölder blieb über die folgenden Jahre der ständige ärztliche und wirtschaftliche Leiter der Anstalt, auch während der Zeit als Rot-Kreuz-Spital im Ersten Weltkrieg. 1932 trat von Sölder in den Ruhestand. Er verstarb am 11. September 1943 in Meran.

## Wirken
Sölder war Kenner der Hirnanatomie, sein wissenschaftliches Werk ist medizinhistorisch von größtem Wert. Ihm gelang u. a. der anatomische Nachweis, dass beim Menschen nur etwa die Hälfte der Sehnervenfasern (nämlich im nasalen Bereich) auf die andere Seite (also im Sinne einer Partialkreuzung) hinüberwechselt, während hingegen jene im temporalen Bereich ungekreuzt bleiben. Unvergesslich machte den Namen Sölder in der Neurologie der Nachweis des Zusammenhanges von zwiebelschalenförmig um Mund und Nase verlaufenden sensiblen Begrenzungslinien bzw. Sensibilitätsausfällen und der zentralen Lokalisation des absteigenden Trigeminus-Kerngebietes in der Medulla oblongata. Wertvoll ist auch seine Arbeit auf psychopathologischem (mit heutiger Nomenklatur neuropsychologischem) Gebiet, mit dem Titel „Über Perseveration, eine formale Störung im Vorstellungsablauf“; es handelt sich hier um „jene bei organischen Hirnschäden nicht selten zu beobachtende Erscheinung gedanklichen und sprachlichen Haftenbleibens.“ In den ersten Jahren nach seiner Habilitation befasste sich Sölder viel mit forensisch-psychiatrischen Fragen und wirkte damals auch als Gerichtspsychiater beim Landesgericht Wien.

## Werke
- Zur Anatomie des Chiasma opticum beim Menschen. Nachweis der Partialkreuzung der Sehnerven auf Grund der normalen anatomischen Verhältnisse. In: Klin. Wschr. 44 (1898) Wien, S. 996–999.

- Der segmentale Begrenzungstypus bei Hautanästhesien am Kopfe, insbesondere in Fällen von Syringomyelie. In: Jahrbücher für Psychiatrie und Neurologie. 22 (1899), S. 458–478.